# ФК „Мрамор“
ФК Мрамор е български футболен отбор от Мрамор. През сезон 2021/22 клубът се състезава в ОФГ София (столица), северна подгрупа.

## История
Мрамор е основан през 1932 г. Регистриран като официален отбор през 1934 г. Футболният терен в Мрамор е станал свидетел на много футболни срещи и много добри футболисти. През 1984 г. са чествани 50 години от създаването на отбора. 
През 1998г. отборът спира своето развитие и теренът става необитаем. 19 години по-късно, благодарение на група ентусиасти от селото, отборът отново почва своето развитие. През сезон 2017/18 клубът се завръща в ОФГ София (столица), северна подгрупа

## Сезони
| Сезон   | Име             | Група                       | Място |
| ------- | --------------- | --------------------------- | ----- |
| 2017/18 | Мрамор (Мрамор) | ОФГ София (Столица) - север | 4     |
| 2018/19 | Мрамор (Мрамор) | ОФГ София (Столица) - север | 3     |
| 2019/20 | Мрамор (Мрамор) | ОФГ София (Столица) - север | 2*    |
| 2020/21 | Мрамор (Мрамор) | ОФГ София (Столица) - север | 3     |

(*) Сезонът не завършва

## Купа на АФЛ
Единственото участие на клуба в турнира е през сезон 2018/19, но отпада служебно в първи кръг от Локомотив 2016 (София).